# Mohamed Hammiche
Mohamed Hammiche (en arabe : محمد حميش) est un footballeur international algérien né le 3 avril 1955 à Batna. Il évoluait au poste de milieu de terrain.

## Biographie

### En club
Il évoluait en première division algérienne avec son club formateur, le CA Batna.

### En équipe nationale
Il reçoit une seule sélection en équipe d'Algérie en 1978. Son seul match a eu lieu le 24 octobre 1978 contre le Malawi (défaite 2-1).

## Palmarès
CA Batna
- Championnat d'Algérie D2 (1) :
  - Champion Gr. Est : 1974-75.